# ジョン・ニューランズ
ジョン・ニューランズ（John Alexander Reina Newlands、1837年11月26日-1898年7月29日）はイギリスの化学者で、1863年に初めて元素を原子量順に並べた周期表を作成し、1865年に「オクターブの法則」（8番目ごとに似た性質の元素が配置される。）を提唱した。5年後に出版されたよりすぐれたメンデレーエフの周期表に先立つものであった。
ニューランズはロンドン生まれで、ロイヤル・カレッジで化学を学んだ。母方がイタリア系であったので、1860年にジュゼッペ・ガリバルディのイタリア統一運動に参加した。1864年に分析化学の技術を習得し、1868年精糖会社の技術者になった。
周期表に不足している、例えばゲルマニウムなどの未発見の元素の存在を予測した。